# Nikola Gruevski
Nikola Gruevski (in macedone Никола Груевски?; AFI: [ˈnikɔɫa ˈɡruefski], ) (Skopje, 31 agosto 1970) è un politico macedone, Primo ministro della Macedonia dal 2006 al 2016.

## Biografia
Nato a Skopje, nell'allora Repubblica Socialista di Macedonia, crebbe in una famiglia modesta; il padre lavorava nel settore manifatturiero mentre la madre era un'infermiera. In seguito al divorzio dei genitori, Gruevski visse con la madre, che intorno al 1974 si trasferì per lavoro in Libia.
Tornato in patria, concluse gli studi nella capitale macedone, laureandosi presso la facoltà di economia di Prilep dell'Università di Bitola nel 1994. Nel 2006 ha conseguito la specializzazione, sempre in economia, presso l'Università di Skopje.

### Carriera politica
Tra il 1998 e il 1999 ha servito come Ministro senza portafoglio del commercio nel governo di Ljubčo Georgievski, venendo successivamente nominato Ministro delle finanze. Durante questo suo secondo mandato, il governo vendette Makedonski Telekom all'ungherese Matáv e OKTA alla società greca Hellenic Petroleum. Implementò inoltre diverse riforme finanziarie volte alla lotta all'evasione fiscale.
Nel 2002, terminato il mandato di ministro, fu eletto alla Sobranie nelle file dell'opposizione e divenne nel 2003 leader del partito VMRO-DPMNE, carica ricoperta fino al 2017.

#### Primo ministro (2006-2016)
Alle elezioni parlamentari del 2006 vinse con una coalizione di centro-destra formata da: VMRO-DPMNE, LP, SPM e DS, ricevendo l'incarico di formare il suo primo governo. Gruevski vinse anche le elezioni del 2008, nonostante le accuse di frode elettorale e i violenti scontri in alcune municipalità di etnia albanese del paese. Il partito vinse le elezioni nuovamente nel 2011 e nel 2014. Durante il suo quarto governo, si fece promotore di Skopje 2014, un progetto volto alla "classicizzazione" della capitale macedone.
Nel febbraio 2015 il leader dell'opposizione Zoran Zaev lo accusò di svariate attività illecite tra cui il controllo della stampa, l'insabbiamento dell'omicidio di un giovane macedone da parte della polizia e di brogli elettorali. Tali rivelazioni provocarono un'ondata di manifestazioni che costrinsero Gruevski, dopo molti dei suoi ministri, alle dimissioni come stabilito dall'accordo di Pržino tra i maggiori partiti politici macedoni con la mediazione del Commissario europeo per l'allargamento e la politica di vicinato Johannes Hahn.

### Controversie
Nel 2018 è stato condannato a due anni di carcere per abuso di potere, avendo fatto pressioni su una commissione pubblica al fine di acquistare con fondi statali una Mercedes-Benz W100 anti-proiettile per uso personale. In seguito all'emissione del mandato di arresto, si è recato in Ungheria chiedendo asilo politico e sostenendo di aver ricevuto svariate minacce di morte. Il 20 novembre dello stesso anno le autorità ungheresi hanno confermato il suo status di rifugiato politico. Agence France-Presse ha poi ricostruito parte della fuga dell'ex Primo ministro, effettuata con un veicolo diplomatico ungherese, che ha attraversato Albania e Montenegro per poi giungere proprio in Ungheria.
Successivamente la Macedonia del Nord ha inoltrato la richiesta di estradizione, sospettando che fosse uno degli organizzatori dell'assalto dell'aprile 2017 al palazzo della Sobranie di Skopje. La richiesta è stata rifiutata poiché la giudice Éva Várhegyi non ha ritenuto sufficientemente soddisfatte le condizioni.